# سوتومايور
بلدية سوتومايور (بالإسبانية: Sotomayor) هي بلدية تقع في مقاطعة بونتيفيدرا التابعة لمنطقة غاليسيا شمال غرب إسبانيا.

## الديموغرافيا
يبلغ عدد سكان بلدية سوتومايور 7.223 نسمة عام 2011 (وفقاً للمعهد الوطني للإحصاء الإسباني).
| 5.236 | 5.330 | 5.513 | 5.956 | 6.305 | 6.867 | 7.223 |